# Южный Олений остров
Южный Оле́ний остров — остров в северной части Онежского озера.
Расположен на территории Великогубского сельского поселения Медвежьегорского района Карелии в 12 км к востоку от острова Кижи. Относится к Кижским шхерам — системе островов, прилегающих к Заонежскому полуострову. Остров размером около 2,5 км в длину и 0,5 км в ширину. Площадь острова составляет 75 га.
Южный Олений остров — геологический и археологический памятник Карелии, где охраняются уникальные известняково-доломитовые породы верхнего ятулия, скопление окаменелостей (строматолитов и онколитов) возрастом около 2 млрд лет, комплекс археологических объектов позднего мезолита.

## Археология
В 1936—1938 годах сотрудниками Ленинградского института археологии здесь проводились археологические раскопки. Было обнаружено более 170 захоронений.
На острове найдено два мезолитических поселения — Оленеостровская стоянка и стоянка Южный Олений остров 2. На Южном Оленьем острове хоронило умерших население обонежской мезолитической культуры, проживавшее в эпоху мезолита на берегу залива Вожмариха. 8,2 тыс. л. н. (колебание Мезокко) захоронения на Южном Оленьем острове совершались только в течение 100—200 лет. Оленеостровский могильник начали использовать около 8340—8200 л. н., а закончили — 8125—7935 лет назад.
На острове ещё с XVIII века производилась добыча извести. В 1908 году крестьяне деревень Кургеницы и Лахта сдали остров в аренду Северному горнопромышленному обществу, добывался барит для частных кондитерских фабрик Флоры Эдуардовны Оффенбахер. На острове проживало более 100 работников из Финляндии. В 1928 году создано государственное предприятие «Оленеостровские известковые разработки».
Во время Великой Отечественной войны Южный Олений остров был оккупирован Финляндией с ноября 1941 года по июнь 1944 года. В 1945—1947 годах на разработках работали военнопленные немцы. После ликвидации в 1956 году государственного предприятия «Оленеостровские известковые разработки» была разобрана и имевшаяся на острове узкоколейная железная дорога.

## Данные ДНК

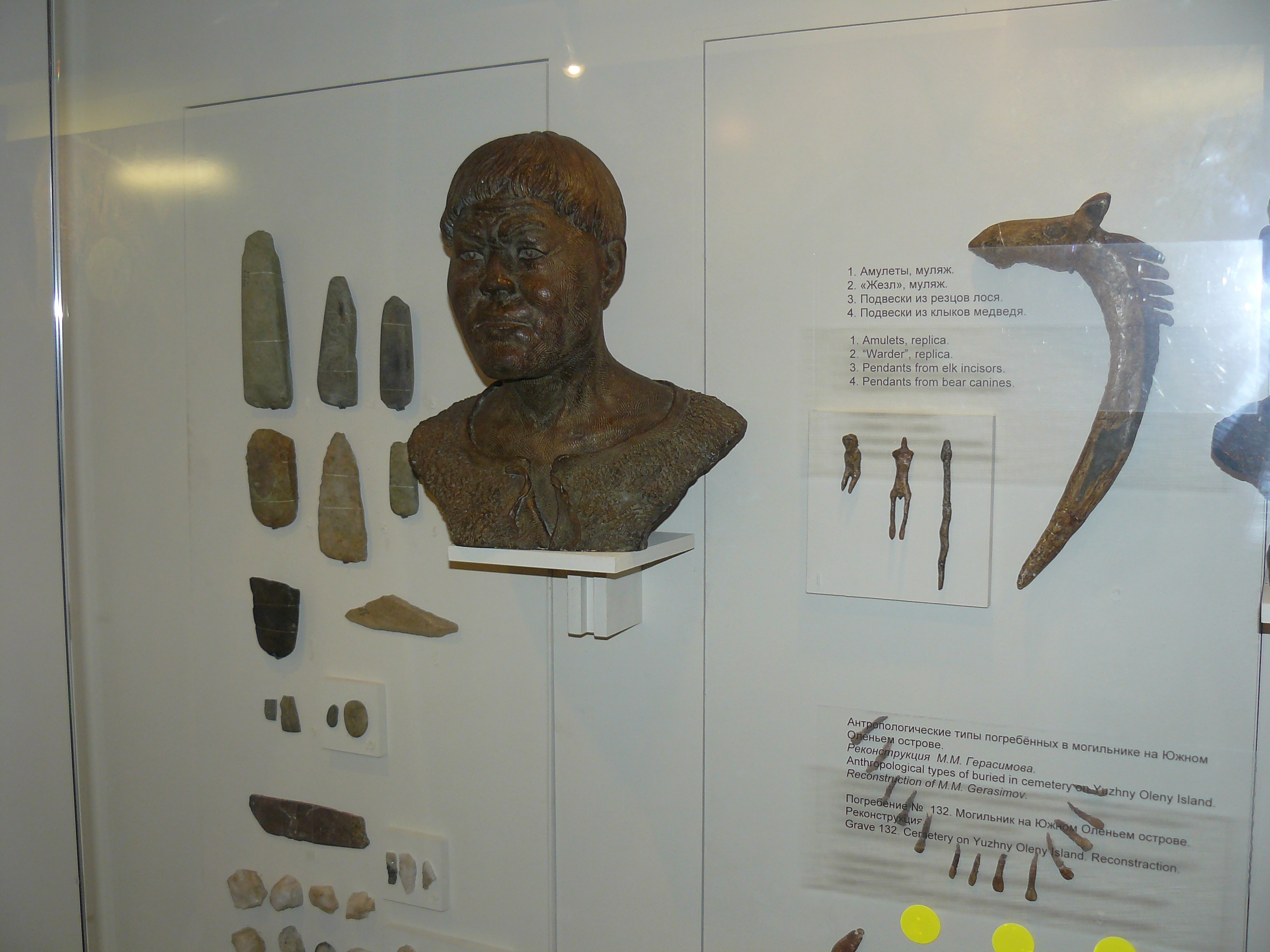
Охотник-собиратель с острова Южный Олений, автор реконструкции — М. М. Герасимов. Часть экспозиции в Национальном музее Республики Карелия

У трёх человек, живших на острове 7500 лет назад в эпоху мезолита (UZOO-7, UZOO-8 и UZOO-74), была выявлена крайне редко встречающаяся в Европе митохондриальная гаплогруппа C1. Гаплотип всех трёх обитателей Южного Оленьего острова относится к особому новому субкладу C1f, для которого не найдено соответствий в текущей базе данных ископаемых и современных митохондриальных геномов. Кроме гаплогруппы C (mtDNA) на Южном Оленьем острове были обнаружены митохондриальные гаплогруппы U4, U2e, U5a, J, H и U4a и Y-хромосомные гаплогруппы R1a1-SRY10831.2 у образца UzOO74 и J2a у образца UzOO40.
Данные по древней мтДНК на острове показывают следы генетической связи населения с Уралом и Западной Сибирью. Так, гаплогруппа U4 в настоящее время достигает максимальных частот в Уральском регионе. Гаплогруппа C (мтДНК) так же считается типичной сибирской гаплогруппой.

#### Комментарии
1. ↑  Упразднённая деревня, в настоящее время её территория входит в состав Кургениц.